# 金起炫
金起炫（韓語：김기현，1959年2月21日—），大韓民國保守派政治人物，曾任蔚山廣域市長，前國民力量黨代表。

## 生平
金起炫中學就讀釜山東高等學校，後進入首爾大學法學院為法學研究生，2004年參選第17屆韓國國會蔚山市南區議員當選而步入政壇。
2014年6月4日，權泳臻在大韓民國第六屆廣域地方自治團體長選舉中306,311票擊敗兩位候選人趙承洙及李甲用（韓語：이갑용）當選蔚山廣域市長。
2018年6月13日，在地方選舉競選市長連任但失利。
2020年4月15日，投入國會選舉蔚山南區乙當選，重返國會。